# Campeonato Cearense Série C 2022
In 2022 werd het negentiende Campeonato Cearense Série C gespeeld voor voetbalclubs uit de Braziliaanse staat Ceará. De competitie werd georganiseerd door de FCF. De competitie werd gespeeld van 17 september tot 9 november. Pacatuba werd kampioen.

## Eerste fase
| Plaats | Club             | Wed. | W | G | V | Saldo | Ptn. |
| ------ | ---------------- | ---- | - | - | - | ----- | ---- |
| 1.     | Pacatuba         | 7    | 4 | 3 | 0 | 17:1  | 15   |
| 2.     | Crateús          | 7    | 3 | 3 | 1 | 5:3   | 12   |
| 3.     | Itarema          | 7    | 3 | 2 | 2 | 5:5   | 11   |
| 4.     | Campo Grande     | 7    | 2 | 4 | 1 | 4:3   | 10   |
| 5.     | Terra e Mar      | 7    | 2 | 3 | 2 | 10:7  | 9    |
| 6.     | União            | 7    | 2 | 1 | 4 | 3:15  | 7    |
| 7.     | Anjos do Céu     | 7    | 1 | 2 | 4 | 3:7   | 5    |
| 8.     | Esporte Limoeiro | 7    | 1 | 2 | 4 | 6:12  | 5    |

|  | Geplaatst voor tweede fase |

## Tweede fase
Enkel in de halve finale werden heen- en terugwedstrijden gespeeld. Bij gelijkspel of als beide clubs een wedstrijd wonnen werden strafschoppen genomen, tussen haakjes weergegeven. 
|  | halve finale | halve finale | halve finale | halve finale |  |          | finale | finale | finale | finale |
|  |              |              |              |              |  |          |        |        |        |        |
|  |              |              |              |              |  |          |        |        |        |        |
|  | Pacatuba     | 1            | 0            | 1 (4)        |  |          |        |        |        |        |
|  | Campo Grande | 0            | 1            | 1 (2)        |  |          |        |        |        |        |
|  |              |              |              |              |  | Pacatuba | 1      |        | 1      |        |
|  |              |              |              |              |  | Crateús  | 0      |        | 0      |        |
|  | 'Crateús     | 1            | 2            | 3 (4)        |  |          |        |        |        |        |
|  | Itarema      | 4            | 0            | 4 (2)        |  |          |        |        |        |        |

### Kampioen
| Campeonato Cearense de 2022 - Série C |
| Ceará                                 |
| ------------------------------------- |
| PACATUBA Kampioen (2° titel)          |